# ロブ・ディブル
ロブ・ディブル（英語: Rob Dibble, 本名：ロバート・キース・ディブル（Robert Keith Dibble, 1964年1月24日 - ）は、アメリカ合衆国コネチカット州ブリッジポート出身の元プロ野球選手（投手）。右投右打。
現役時代は大きなモーションから時速99マイル（約159km/h）の剛速球を投げた救援投手だった。

## 経歴

### プロ入りとレッズ時代
1983年のMLBドラフト1巡目（全体20位）でシンシナティ・レッズに指名され、契約。メジャー昇格までは5年を要し、1988年6月29日のサンディエゴ・パドレス戦（リバーフロント・スタジアム）の7回表から登板し、メジャーデビューを果たす。結果は2イニングを投げて無失点だった。持ち前の剛速球で中継ぎ投手（セットアップマン）としての地位をすぐに確立し、その年は59回1/3を投げて59奪三振を記録。
1989年7月4日のパドレス戦の8回にMLB史上22人目、ナ・リーグ史上14人目の「1イニング三者連続三球三振」を達成。この年は74試合に登板して10勝5敗2セーブ、防御率2.09。99回を投げて奪三振141は、奪三振率12.82という剛腕ぶりを見せつけた。
1990年にはランディ・マイヤーズ、ノーム・チャールトンと共に「Nasty Boys」と呼ばれる速球派救援投手陣を形成。MLBオールスターゲームに初選出された。最終的に68試合に登板して8勝3敗11セーブ、防御率1.74（自己最高）、98回を投げて奪三振136と活躍。チームの地区優勝に貢献。ピッツバーグ・パイレーツとのリーグチャンピオンシップシリーズではマイヤーズと共にMVPを受賞し、チームをワールドシリーズに導いた。オークランド・アスレチックスとのワールドシリーズでも第2戦で勝利投手となり、チームの4連勝でのワールドシリーズ優勝に貢献した。オフには日米野球でMLB選抜の一員として訪日した。
1991年には先発に転向したマイヤーズに代わって抑えとなった。2年連続でMLBオールスターゲームに選出された。最終的に31セーブを記録し、82回1/3を投げて124奪三振を記録した。
1992年も25セーブを記録する。
1993年に防御率6.48の乱調で19セーブに終わった。
1994年は腕の故障で全休した。

### レッズ退団後
1995年はシカゴ・ホワイトソックスと契約するが、それまでほどは三振を奪えず、逆にイニングの倍近い四球を与え、16試合の登板で防御率6.28でシーズン途中に解雇。ミルウォーキー・ブルワーズに移籍するが、ここでも15試合の登板で防御率8.25という散々な成績で、シーズン終了後に解雇。
1996年はフロリダ・マーリンズと契約するが、再び故障し、登板のないまま解雇され、現役を引退した。
投手としての球種はスライダー。『guide　to　pitchers』(米書　より)

## 人物
レッズ時代には、ボールを外野席に投げ込んで観客の女性を骨折させたり、1991年にヒューストン・アストロズのエリック・イェルディングと乱闘を起こしたり、プレー中にベースで交錯したシカゴ・カブスのダグ・ダセンゾにボールを投げつけたりと問題を起こした。当時の監督ルー・ピネラとも喧嘩となり、ピネラからは「お前は大人扱いされたくないのか！（You don't want to be treated like a man!）」と怒鳴られた。また、試合中ユニフォームの袖が破れて、相手チームからのクレームがついて、投手コーチのユニフォームを借りて投げてセーブを記録したことがある。貸したコーチは「オレが19年ぶりにセーブを挙げた」と、ディブルのピッチングを含めて喜んでいた。
現役引退後、1998年にESPNの解説者となる。解説者になってから、イチローの成功に対しては否定的で、2001年2月20日に、シアトルの新聞紙上で、「もしイチローが首位打者を獲ったら、ヤツの背番号のタトゥーを尻に彫ってニューヨークのタイムズ・スクエアを裸で走ってやる。3割打てたら、それだけでも競泳用水着で同じことをする。」と公言。果たしてイチローは首位打者ばかりかMVPまで受賞し、タイムズ・スクエアをパンツ一丁でイチローの背番号「51」のタトゥー・シールを貼って走り公約を果たした。レッズ時代の監督、ルー・ピネラ（当時はシアトル・マリナーズ監督）は、この年6月22日に、「そろそろ日焼けの準備をしておいた方が良いぞ」とディブルに語ったという。

## 詳細情報

### 年度別投手成績
| 年 度     | 球 団     | 登 板 | 先 発 | 完 投 | 完 封 | 無 四 球 | 勝 利 | 敗 戦 | セ 丨 ブ | ホ 丨 ル ド | 勝 率 | 打 者 | 投 球 回 | 被 安 打 | 被 本 塁 打 | 与 四 球 | 敬 遠 | 与 死 球 | 奪 三 振 | 暴 投 | ボ 丨 ク | 失 点 | 自 責 点 | 防 御 率 | W H I P |
| --------- | --------- | ----- | ----- | ----- | ----- | -------- | ----- | ----- | -------- | ----------- | ----- | ----- | -------- | -------- | ----------- | -------- | ----- | -------- | -------- | ----- | -------- | ----- | -------- | -------- | ------- |
| 1988      | CIN       | 37    | 0     | 0     | 0     | 0        | 1     | 1     | 0        | --          | .500  | 235   | 59.1     | 43       | 2           | 21       | 5     | 1        | 59       | 3     | 2        | 12    | 12       | 1.82     | 1.08    |
| 1989      | CIN       | 74    | 0     | 0     | 0     | 0        | 10    | 5     | 2        | --          | .667  | 401   | 99.0     | 62       | 4           | 39       | 11    | 3        | 141      | 7     | 0        | 23    | 23       | 2.09     | 1.02    |
| 1990      | CIN       | 68    | 0     | 0     | 0     | 0        | 8     | 3     | 11       | --          | .727  | 384   | 98.0     | 62       | 3           | 34       | 3     | 1        | 136      | 3     | 1        | 22    | 19       | 1.74     | 0.98    |
| 1991      | CIN       | 67    | 0     | 0     | 0     | 0        | 3     | 5     | 31       | --          | .375  | 334   | 82.1     | 67       | 5           | 25       | 2     | 0        | 124      | 5     | 0        | 32    | 29       | 3.17     | 1.12    |
| 1992      | CIN       | 63    | 0     | 0     | 0     | 0        | 3     | 5     | 25       | --          | .375  | 286   | 70.1     | 48       | 3           | 31       | 2     | 2        | 110      | 6     | 0        | 26    | 24       | 3.07     | 1.12    |
| 1993      | CIN       | 45    | 0     | 0     | 0     | 0        | 1     | 4     | 19       | --          | .200  | 196   | 41.2     | 34       | 8           | 42       | 0     | 2        | 49       | 4     | 0        | 33    | 30       | 6.48     | 1.82    |
| 1995      | CWS       | 16    | 0     | 0     | 0     | 0        | 0     | 1     | 1        | --          | .000  | 78    | 14.1     | 7        | 1           | 27       | 2     | 3        | 16       | 5     | 0        | 10    | 10       | 6.28     | 2.37    |
| 1995      | MIL       | 15    | 0     | 0     | 0     | 0        | 1     | 1     | 0        | --          | .500  | 65    | 12.0     | 9        | 1           | 19       | 0     | 0        | 10       | 3     | 0        | 11    | 11       | 8.25     | 2.33    |
| '95計     | MIL       | 31    | 0     | 0     | 0     | 0        | 1     | 2     | 1        | --          | .333  | 143   | 26.1     | 16       | 2           | 46       | 2     | 3        | 26       | 8     | 0        | 21    | 21       | 7.18     | 2.35    |
| 通算：7年 | 通算：7年 | 385   | 0     | 0     | 0     | 0        | 27    | 25    | 89       | --          | .519  | 1979  | 477.0    | 332      | 27          | 238      | 25    | 12       | 645      | 36    | 3        | 169   | 158      | 2.98     | 1.19    |

### 受賞
- ナ・リーグチャンピオンシップシリーズMVP：1回 （1990年）

### 記録
- MLBオールスターゲーム選出：2回 （1990年、1991年）

### 背番号
- 49 （1988年 - 1993年、1995年）